# Riedelia graminea
Riedelia graminea là một loài thực vật có hoa trong họ Gừng. Loài này được Theodoric Valeton miêu tả khoa học đầu tiên năm 1913.

## Phân bố
Loài này được tìm thấy ở cao độ 150 m trên núi Hugel gần Sabang, ven sông Bắc (Noordrivier / Noord fluss = sông Lorentz), ở tây nam đảo New Guinea, thuộc địa phận tỉnh Papua, Indonesia. Mẫu vật điển hình: G.M. Versteeg 1223 do Gerard Martinus Versteeg (1876-1943) thu thập gần Sabang, ven sông Lorentz (Noord rivier, sông Bắc).

## Các thứ
- Riedelia graminea var. diversifolia Valeton, 1913:[5] Tìm thấy ở cao độ 150 m ven sông Tây Bắc (Noordwest rivier). Mẫu vật điển hình: Exploratie Detachement n. 8, 22, 23 thu thập năm 1912.[4][5]
- Riedelia graminea var. elata Valeton, 1913:[6] Tìm thấy ở cao độ 150 m ở Van Weelskamp ven sông Bắc (Noord rivier, sông Lorentz). Mẫu vật điển hình: Versteeg n. 1165.[4][6]
- Riedelia graminea var. nana Valeton, 1913:[7] Tìm thấy ở chân dãy núi Goliath. Mẫu vật điển hình: A.C. de Kock n.182 do Adriaan Cornelis de Kock (1878-1949) thu thập khoảng năm 1911.[4][7]